# Станіслав Чурило (підкоморій)
Станіслав Чурило гербу Корчак (? — до 7 квітня 1545) — шляхтич руського (українського) походження, урядник Королівства Польського. Представник роду Чурилів. Посада (уряд): підкоморій львівський (згаданий у джерелах від 1 серпня 1543 року, його наступником став перемиський войський Ян Гербурт, що потім був любачівським каштеляном). Адам Бонецький припускав, що татом Станіслава міг бути перемишльський каштелян Андрій Чурило.